# Матарана (Верона)
Матарана је насеље у Италији у округу Верона, региону Венето.
Према процени из 2011. у насељу је живело 51 становника. Насеље се налази на надморској висини од 79 м.